# (6217) Kodai
(6217) Kodai es un asteroide perteneciente al cinturón de asteroides, región del sistema solar que se encuentra entre las órbitas de Marte y Júpiter, descubierto el 1 de diciembre de 1975 por Carlos Torres y el también astrónomo Sergio Barros desde la Estación Astronómica de Cerro El Roble, Chile.

## Designación y nombre
Designado provisionalmente como 1975 XH. Fue nombrado Kodai en homenaje a Kodai Fukushima, uno de los fundadores del club estudiantil Libertyer. Hizo la propuesta de nombrar "Libertas" y "Fortitudo" a la estrella anfitriona ξ Aquilae y su exoplaneta ξ Aquilae b en el concurso NameExoWorlds de la IAU que después fueron seleccionados.

## Características orbitales
Kodai está situado a una distancia media del Sol de 2,413 ua, pudiendo alejarse hasta 2,928 ua y acercarse hasta 1,898 ua. Su excentricidad es 0,213 y la inclinación orbital 10,86 grados. Emplea 1369,51 días en completar una órbita alrededor del Sol.

## Características físicas
La magnitud absoluta de Kodai es 14,2. Tiene 8,283 km de diámetro y su albedo se estima en 0,062. 